# Вальковня
Вальковня — село в окрузі Брезно Банськобистрицького краю Словаччини. Станом на грудень 2015 року в селі проживало 422 людей.

## Географія
Протікають Дудлава і Шумяцький потік.

## Населення
| Рік:            | 1994. | 2004.    | 2014.    | 2024.   |
| --------------- | ----- | -------- | -------- | ------- |
| Кількість осіб: | 282   | 337      | 422      | 402     |
| Різниця:        |       | +19,50 % | +25,22 % | -4,73 % |

| Рік:            | 2023. | 2024.   |
| --------------- | ----- | ------- |
| Кількість осіб: | 412   | 402     |
| Різниця:        |       | -2,42 % |